# Paralinhomoeus meridionalis
Paralinhomoeus meridionalis is een rondwormensoort uit de familie van de Linhomoeidae. De wetenschappelijke naam van de soort is voor het eerst geldig gepubliceerd in 1930 door Cobb.